# Rue Cotta
La rue Cotta est une voie de la commune de Reims, située au sein du département de la Marne, en région Grand Est en France.

## Situation et accès
La rue Cotta appartient administrativement au quartier centre-ville de Reims.
La voie est à sens unique sur toute sa longueur.

## Historique

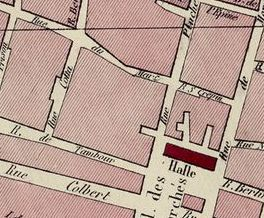
La rue Cotta en 1844, avant l'ouverture de la rue J.-J. Rousseau.

C'est l'une des rues qui est la survivance de la cité médiévale. Elle rejoint la rue Jean-Jacques-Rousseau à la rue de Tambour.